# Hochland-Schirrantilope
Die Hochland-Schirrantilope (Tragelaphus meneliki), auch Schwarzer Buschbock oder Menelik-Buschbock genannt, ist eine mittelgroße afrikanische Antilopenart aus dem Artenkomplex der Buschböcke, die im Hochland von Äthiopien vorkommt.

## Merkmale
Wie alle Buschböcke ist die Hochland-Schirrantilope eine mittelgroße Antilope, die einen deutlichen Geschlechtsdimorphismus zeigt. Die folgenden Maßangaben gelten für alle Buschböcke. Genauere Angaben für die Äthiopien-Schirrantilope liegen bis jetzt nicht vor. Die Kopf-Rumpf-Länge der Männchen liegt bei 117 bis 145 Zentimeter, ihre Schulterhöhe beträgt 64 bis 100 Zentimeter und sie wiegen ca. 40 bis 80 kg. Weibchen sind 61 bis 85 Zentimeter lang, die Schulterhöhe liegt bei 61 bis 85 Zentimeter und sie werden 24 bis 60 kg schwer. Im Durchschnitt liegt das Gewicht der Männchen bei 160 % des Gewichts der weiblichen Exemplare. Der Schwanz der Tiere ist 19 bis 24 Zentimeter lang. Die Hinterbeine sind etwas länger als die Vorderbeine. Nur die Männchen besitzen Hörner. Diese sind fast gerade, gekielt und spiralig gewunden, aber normalerweise nur mit einer Windung. Die durchschnittliche Hornlänge liegt bei 26 bis 27 Zentimeter. Leistendrüsen sind vorhanden. Sie befinden sich vor den Milchdrüsen. Männliche Schirrantilopen haben 33 diploide Chromosomen, weibliche 34.

Das Verbreitungsgebiet der Hochland-Schirrantilope

Die Zahnformel lautet: {\displaystyle {\frac {0.0.3.3}{3.1.3.3}}}.

## Verbreitung, Lebensraum und Lebensweise
Die Hochland-Schirrantilope lebt im Hochland von Äthiopien, nach den von Moodley und Hassanin untersuchten DNA-Proben aber nur im östlich des Großen Afrikanischen Grabenbruchs gelegenen Teil des Hochlandes. Ihr Lebensraum sind montanes Grasland, Wälder und Moore. Sie kommt nur in der Nähe von offenen Wasserstellen vor, ist dämmerungs- und nachtaktiv und verbringt den Großteil des Tages wiederkäuend oder ruhend geschützt in dichter Vegetation. Wie andere Buschbockarten ernährt sich die Hochland-Schirrantilope von Blättern einer Vielzahl von Sträuchern, Hülsenfrüchten und krautigen Pflanzen sowie von frisch spießenden Gräsern. Unter Bäumen, auf denen Paviane oder andere Affen auf Nahrungssuche sind, fressen sie heruntergefallene Früchte und andere Pflanzenbestandteile. Nachts fressen sie auch Feldfrüchte und gelten deshalb als Schädlinge für die Landwirtschaft. Über ihr Fortpflanzungsverhalten liegen keine genaueren Angaben vor.

## Systematik
Die Hochland-Schirrantilope wurde 1902 durch den deutschen Mammalogen Oscar Neumann wissenschaftlich beschrieben und zu Ehren des damaligen äthiopischen Kaisers Menelik II. benannt. In der Familie der Hornträger (Bovidae) gehört sie zur Unterfamilie Bovinae und der Tribus Tragelaphini.
Bis zur Revision der Hornträger im Jahr 2011 durch Colin Groves und Peter Grubb war die Hochland-Schirrantilope nur eine Unterart des Buschbocks (Tragelaphus scriptus). Groves und Grubb erhoben alle acht Unterarten des Buschbocks zu eigenständigen Arten und fassten diese zu zwei Artengruppen zusammen, die Tragelaphus sylvaticus-Gruppe in Ostafrika, dem südlichen Afrika und Angola und die Tragelaphus scriptus-Gruppe in Westafrika, Zentralafrika und Teilen des Kongobeckens. Die Hochland-Schirrantilope gehört zur Tragelaphus sylvaticus-Gruppe, die außerdem noch die Südliche Schirrantilope in Süd- und Ostafrika, die Sambia-Schirrantilope (T. ornatus) im Süden der DR Kongo, in Angola und Sambia und die Ostküsten-Schirrantilope (T. fasciatus) im südlichen Somalia und in den Küstenregionen von Kenia umfasst.

## Gefährdung
Die IUCN unterscheidet nicht zwischen den verschiedenen Arten der Buschböcke, hält den Artenschwarm insgesamt aber für ungefährdet. Da sie keine Herden bilden, relativ scheu sind und sich meist versteckt halten können sie auch in Gebieten mit menschlicher Besiedlung überleben.